# Lucca Holanda Sampaio Tavares
Lucca Holanda Sampaio Tavares (nascido em 2 de abril de 2003), simplesmente conhecido como Lucca, é um futebolista profissional brasileiro que joga como atacante do Internacional .

## Carreira
Nascido em Fortaleza, Ceará, Lucca ingressou nas categorias de base do Internacional em 2020, por empréstimo do Ceará. Em 28 de julho de 2021, ele assinou contrato definitivo com o Inter após o clube pagar R$ 1,2 milhão por 60% de seus direitos econômicos.
Em 13 de dezembro de 2022, Lucca foi promovido ao time principal do Internacional para a temporada de 2023.
Ele estreou pela equipe principal em 21 de janeiro de 2023, entrando no lugar de Alexandre Alemão no empate por 2 a 2 contra o Juventude, pelo Campeonato Gaúcho.
Lucca marcou seu primeiro gol como profissional em 16 de fevereiro de 2023, na vitória por 2 a 0 sobre o São José.

## Títulos
Internacional
- Campeonato Gaúcho : 2025

## Links externos
- Perfil internacional (em português brasileiro)